# محافظة برغنسة
محافظة بَرغَنْسة أو بَرغَنسا أو (نقحرة: براغانزا)  (بالبرتغالية: Distrito de Bragança) هي إحدى محافظات البرتغال. يبلغ عدد سكانها 148,808 نسمة وذلك حسب إحصائيات سنة 2001. تتضمن 12 بلدية و299 أبرشية.